# Salvatore Monaco
Salvatore Monaco (Torre Annunziata, 28 dicembre 1972) è un dirigente sportivo ed ex calciatore italiano, di ruolo difensore.

## Carriera
Mosse i primi passi nella Rossanese, girovagando poi tra professionisti e dilettanti con le maglie di Francavilla, Trento, Fano e Foggia, in quest'ultimo caso in Serie B.
Passato alla Salernitana, con gli amaranto esordì in Serie A nella stagione 1998-1999; il campionato si concluderà con la retrocessione dei campani. Resterà un altro semestre a Salerno, per poi passare al Perugia di Luciano Gaucci, tornando così a calcare i campi della massima serie.
Nel 2001 fu squalificato per un anno e mezzo per doping, assieme al compagno di squadra Cristian Bucchi. Al termine della squalifica venne dirottato al Catania, altro club all'epoca sotto la gestione della famiglia Gaucci.
Svincolatosi dagli etnei, nel 2004 approdò al Catanzaro, ottenendo 2 presenze. Successivamente militò nella Ternana, nella stagione cadetta 2005-2006, in cui gli umbri retrocederanno in Serie C1, e infine nella Torres, in Serie C2, dove chiuse la carriera.